# Aa achalensis
Aa achalensis је врста из рода орхидеја Aa из породице Orchidaceae.